# Hospitalizacja domowa
Hospitalizacja domowa – świadczenie zdrowotne obejmujące leczenie w domu pacjenta schorzeń, które zwykle wymagają leczenia szpitalnego. Celem jest zapobieganie hospitalizacji, ewentualnie przyspieszenie wypisu pacjenta ze szpitala. Hospitalizacja domowa organizowana jest na bazie specjalnie organizowanych w szpitalach zespołów lekarzy, pielęgniarek i innych terapeutów. Hospitalizacja domowa powstała we Francji w 1961 roku.